# Komitat Pest
Das Komitat Pest [ˈpɛʃt] (ungarisch Pest vármegye) ist ein Verwaltungsbezirk im nördlichen Zentrum Ungarns, rund um die einem Komitat gleichgestellte Hauptstadt Budapest. Es ist 6.391,18 Quadratkilometer groß und hat rund 1,3 Millionen Einwohner. Es grenzt im Norden an die Slowakei sowie im Uhrzeigersinn an die Komitate Nógrád, Heves, Jász-Nagykun-Szolnok, Bács-Kiskun, Fejér und Komárom-Esztergom. Die Komitatsverwaltung befindet sich in Budapest.
Bei der großen Komitatsreform 1950 wurde das Komitat aus dem Nordteil des historischen Komitats Pest-Pilis-Solt-Kiskun gebildet.
Das Land ist als Teil der Großen Ungarischen Tiefebene größtenteils Flachland, nur der Norden und Westen sind hügelig. Das Komitat wird von der Donau durchflossen, die bei Vác am Donauknie einen scharfen Knick nach Süden macht. In der Nähe liegt auch die historisch bedeutsame Stadt Visegrád mit der Nachbarstadt Nagymaros. Östlich von Budapest befindet sich die ehemalige königliche Sommerresidenz Gödöllő mit dem Hungaroring. Auf dem Gebiet der Gemeinde Pusztavacs befindet sich der geographische Mittelpunkt Ungarns.

## Gliederung

### Ehemalige Einteilung
Durch die Regierungsverordnung Nr. 218/2012 vom 13. August 2012 wurden zum 1. Januar 2013 die statistischen Kleinregionen (ungarisch kistérség) abgeschafft und durch eine annähernd gleiche Anzahl von Kreisen (ungarisch járás) ersetzt. Die Kleingebiete blieben für Planung und Statistikzwecke noch eine Zeitlang erhalten, wurden dann aber am 25. Februar 2014 endgültig abgeschafft. Bis zur Auflösung gab es 16 Kleingebiete im Komitat. Lediglich die Kleingebiete Nagykáta und Szentendre blieben während der Verwaltungsreform in ihren Grenzen unverändert. 

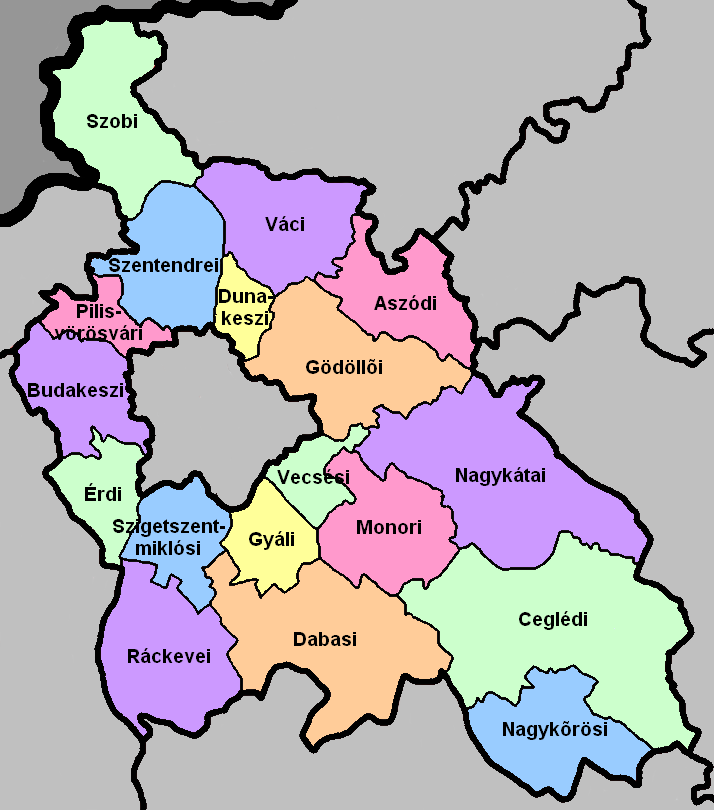
Kreise im Komitat Pest

Bis Ende 2012 existierten folgende Kleingebiete im Komitat Pest:
| Code | Kleingebiet   | Verwaltungssitz | Einwohner (31. Dezember 2012) | Fläche in km² | Anzahl der Gemeinden | davon Städte |
| ---- | ------------- | --------------- | ----------------------------- | ------------- | -------------------- | ------------ |
| 4301 | Aszód         | Aszód           | 34.289                        | 241,39        | 9                    | 2            |
| 4302 | Cegléd        | Cegléd          | 117.085                       | 1235,55       | 15                   | 4            |
| 4303 | Dabas         | Dabas           | 43.586                        | 498,68        | 10                   | 2            |
| 4304 | Gödöllő       | Gödöllő         | 109.992                       | 380,87        | 12                   | 4            |
| 4305 | Monor         | Monor           | 111.353                       | 449,55        | 15                   | 6            |
| 4306 | Nagykáta      | Nagykáta        | 74.168                        | 710,12        | 16                   | 2            |
| 4307 | Ráckeve       | Ráckeve         | 146.153                       | 628,33        | 20                   | 7            |
| 4308 | Szob          | Szob            | 12.185                        | 312,62        | 13                   | 1            |
| 4309 | Vác           | Vác             | 70.714                        | 431,74        | 19                   | 2            |
| 4310 | Budaörs       | Budaörs         | 85.635                        | 240,68        | 10                   | 4            |
| 4311 | Dunakeszi     | Dunakeszi       | 83.586                        | 125,18        | 4                    | 3            |
| 4312 | Gyál          | Gyál            | 45.469                        | 286,54        | 5                    | 2            |
| 4313 | Pilisvörösvár | Pilisvörösvár   | 68.748                        | 245,42        | 14                   | 2            |
| 4314 | Szentendre    | Szentendre      | 77.720                        | 326,58        | 13                   | 4            |
| 4315 | Veresegyház   | Veresegyház     | 37.456                        | 159,82        | 8                    | 1            |
| 4316 | Érd           | Érd             | 100.033                       | 117,95        | 4                    | 2            |

### Aktuelle Einteilung
Das Komitat Pest gliedert sich in 18 Kreise (ungarisch járás) mit 187 Ortschaften:

die Stadt Érd mit Komitatsrecht (ungarisch Megyei jogú város), 53 Städte ohne Komitatsrecht (ungarisch város), 24 Großgemeinden (ungarisch nagyközség) und 109 Gemeinden (ungarisch község).

Der Verstädterungsgrad ist in diesem Komitat sehr hoch, über ein Viertel der Ortschaften besitzen das Stadtrecht.
| Ortschaftstyp             | Anzahl | Fläche (in km²) | Fläche (in km²) | Fläche (in km²) | Bevölkerung am 1. Januar 2016 | Bevölkerung am 1. Januar 2016 | Bevölkerung am 1. Januar 2016 | Bevölkerungs- dichte (Ew/km²) |
| Ortschaftstyp             | Anzahl | absolut         | anteilig        | im Durchschnitt | absolut                       | anteilig                      | im Durchschnitt               | Bevölkerungs- dichte (Ew/km²) |
| ------------------------- | ------ | --------------- | --------------- | --------------- | ----------------------------- | ----------------------------- | ----------------------------- | ----------------------------- |
| Stadt mit Komitatsrecht   | 1      | 60,54           | 0,95 %          |                 | 64.841                        | 5,25 %                        |                               | 1071,0                        |
| Städte ohne Komitatsrecht | 53     | 2.539,18        | 39,73 %         | 47,91           | 792.395                       | 64,19 %                       | 14.950,85                     | 312,1                         |
| Großgemeinden             | 24     | 920,89          | 14,41 %         | 38,37           | 133.108                       | 10,78 %                       | 5.546,17                      | 144,5                         |
| Gemeinden                 | 109    | 2.870,43        | 44,91 %         | 26,33           | 244.197                       | 19,78 %                       | 2.240,34                      | 85,1                          |
| Komitat Pest gesamt       | 187    | 6.391,04        |                 | 34,18           | 1.234.541                     |                               | 6.601,82                      | 193,2                         |

Die derzeitigen Kreise sind:
| Code | Kreis             | Kreissitz         | Einwohner (1. Januar 2013) | Fläche in km² | Anzahl der Gemeinden | davon Städte |
| ---- | ----------------- | ----------------- | -------------------------- | ------------- | -------------------- | ------------ |
| 122  | Aszód             | Aszód             | 36.992                     | 298,37        | 11                   | 2            |
| 123  | Budakeszi         | Budakeszi         | 84.646                     | 288,95        | 12                   | 4            |
| 124  | Cegléd            | Cegléd            | 89.261                     | 886,30        | 12                   | 3            |
| 125  | Dabas             | Dabas             | 48.746                     | 614,23        | 11                   | 3*           |
| 126  | Dunakeszi         | Dunakeszi         | 78.757                     | 103,08        | 4                    | 3            |
| 127  | Érd               | Érd               | 117.304                    | 184,29        | 7                    | 4*           |
| 128  | Gödöllő           | Gödöllő           | 140.205                    | 449,66        | 15                   | 6*           |
| 129  | Gyál              | Gyál              | 40.309                     | 170,99        | 4                    | 2            |
| 130  | Monor             | Monor             | 64.227                     | 329,81        | 11                   | 3            |
| 131  | Nagykáta          | Nagykáta          | 74.168                     | 710,12        | 16                   | 3*           |
| 132  | Nagykőrös         | Nagykőrös         | 27.824                     | 349,25        | 3                    | 1            |
| 133  | Pilisvörösvár     | Pilisvörösvár     | 52.466                     | 130,81        | 9                    | 2*           |
| 134  | Ráckeve           | Ráckeve           | 36.120                     | 417,05        | 11                   | 1            |
| 135  | Szentendre        | Szentendre        | 77.720                     | 326,58        | 13                   | 4            |
| 136  | Szigetszentmiklós | Szigetszentmiklós | 110.033                    | 211,28        | 9                    | 6            |
| 137  | Szob              | Szob              | 24.487                     | 438,32        | 17                   | 2            |
| 138  | Vác               | Vác               | 67.781                     | 362,19        | 18                   | 2*           |
| 139  | Vecsés            | Vecsés            | 47.126                     | 119,74        | 4                    | 3            |

* In obiger Tabelle sind bereits jene 6 Städte enthalten, die Mitte 2013 das Stadtrecht erhielten und nicht in der Tabelle der Kleingebiete berücksichtigt wurden.

Das sind im Einzelnen: Újhartyán (Kreis Dabas), Őrbottyán (Kreis Vác), Piliscsaba (Kreis Pilisvörösvár), Diósd (Kreis Érd), Sülysáp (Kreis Nagykáta) sowie Kerepes (Kreis Gödöllő).

## Größte Städte und Gemeinden
| Ortschaft         | Einwohner (1. Januar 2016) |
| ----------------- | -------------------------- |
| Érd               | 64.841                     |
| Dunakeszi         | 42.467                     |
| Szigetszentmiklós | 36.330                     |
| Cegléd            | 35.616                     |
| Vác               | 32.981                     |
| Gödöllő           | 32.437                     |
| Budaörs           | 28.394                     |
| Szentendre        | 25.802                     |
| Nagykőrös         | 23.589                     |
| Gyál              | 23.152                     |
| Dunaharaszti      | 21.018                     |
| Vecsés            | 20.673                     |
| Fót               | 19.216                     |
| Százhalombatta    | 18.599                     |
| Göd               | 18.351                     |
| Monor             | 17.960                     |
| Veresegyház       | 17.532                     |
| Gyömrő            | 17.236                     |
| Szigethalom       | 17.156                     |
| Pomáz             | 16.764                     |

| Ortschaft     | Einwohner (1. Januar 2016) |
| ------------- | -------------------------- |
| Dabas         | 16.728                     |
| Pécel         | 15.494                     |
| Abony         | 14.508                     |
| Budakeszi     | 13.939                     |
| Pilisvörösvár | 13.903                     |
| Törökbálint   | 13.385                     |
| Biatorbágy    | 12.932                     |
| Nagykáta      | 12.384                     |
| Kistarcsa     | 12.383                     |
| Albertirsa    | 12.188                     |
| Maglód        | 12.037                     |
| Üllő          | 11.774                     |
| Pilis         | 11.518                     |
| Isaszeg       | 11.264                     |
| Budakalász    | 10.673                     |
| Tököl         | 10.168                     |
| Solymár 1     | 10.075                     |
| Ráckeve       | 10.069                     |
| Diósd         | 9.916                      |
| Kerepes       | 9.904                      |

| Ortschaft       | Einwohner (1. Januar 2016) |
| --------------- | -------------------------- |
| Halásztelek     | 9.758                      |
| Csömör 1        | 9.303                      |
| Tárnok 1        | 9.259                      |
| Ócsa            | 9.247                      |
| Kiskunlacháza 1 | 8.746                      |
| Sülysáp         | 8.280                      |
| Piliscsaba      | 8.194                      |
| Tura            | 7.689                      |
| Dunavarsány,    | 7.659                      |
| Erdőkertes 2    | 7.645                      |
| Nagykovácsi 1   | 7.469                      |
| Páty 2          | 7.260                      |
| Üröm 2          | 7.220                      |
| Őrbottyán       | 7.062                      |
| Mogyoród 1      | 6.560                      |
| Aszód           | 6.160                      |
| Taksony 1       | 6.137                      |
| Tápiószecső 1   | 6.039                      |
| Tápiószele      | 5.869                      |
| Kartal 1        | 5.606                      |

Ortschaften ohne Zusatz sind Städte

1 Großgemeinden (nagyközség)

2 Gemeinden (község)

## Bevölkerungsentwicklung

### Bevölkerungsentwicklung des Komitats
Fettgesetzte Datumsangaben sind Volkszählungsergebnisse.
| Datum       | Einwohnerzahl | Datum      | Einwohnerzahl |
| ----------- | ------------- | ---------- | ------------- |
| 01.01.19601 | 781.505       | 01.01.2007 | 1.176.550     |
| 01.01.1970  | 878.644       | 01.01.2008 | 1.195.020     |
| 01.01.1980  | 973.830       | 01.01.2009 | 1.213.290     |
| 01.01.1990  | 949.842       | 01.01.2010 | 1.229.880     |
| 01.01.2001  | 1.071.898     | 01.01.2011 | 1.237.561     |
| 01.02.2001  | 1.083.877     | 01.10.2011 | 1.217.476     |
| 01.01.2002  | 1.089.478     | 01.01.2012 | 1.213.323     |
| 01.01.2003  | 1.105.412     | 01.01.2013 | 1.218.172     |
| 01.01.2004  | 1.124.395     | 01.01.2014 | 1.220.748     |
| 01.01.2005  | 1.143.629     | 01.01.2015 | 1.226.115     |
| 01.01.2006  | 1.157.564     | 01.01.2016 | 1.234.541     |

11960: Anwesende Bevölkerung; sonst Wohnbevölkerung

### Bevölkerungsentwicklung der Kreise
Eine positive Bevölkerungsbilanz ist für die meisten Kreise erkennbar.
| Kreisname         | Bevölkerungsstand am 1. Januar | Bevölkerungsstand am 1. Januar | Bevölkerungsstand am 1. Januar | Bevölkerungsstand am 1. Januar |
| Kreisname         | 2013                           | 2014                           | 2015                           | 2016                           |
| ----------------- | ------------------------------ | ------------------------------ | ------------------------------ | ------------------------------ |
| Aszód             | 36.992                         | 36.820                         | 36.612                         | 36.491                         |
| Aszód             | 36.992                         | 36.820                         | 36.612                         | 36.491                         |
| Budakeszi         | 84.646                         | 85.333                         | 86.464                         | 87.814                         |
| Cegléd            | 89.261                         | 88.626                         | 88.046                         | 87.599                         |
| Dabas             | 48.746                         | 48.808                         | 48.701                         | 48.784                         |
| Dunakeszi         | 78.757                         | 79.728                         | 80.753                         | 81.632                         |
| Érd               | 117.304                        | 117.564                        | 118.735                        | 120.359                        |
| Gödöllő           | 140.205                        | 140.643                        | 141.853                        | 143.029                        |
| Gyál              | 40.309                         | 40.564                         | 40.740                         | 41.034                         |
| Monor             | 66.233                         | 66.538                         | 66.722                         | 67.332                         |
| Nagykáta          | 72.162                         | 71.815                         | 71.374                         | 71.368                         |
| Nagykőrös         | 27.824                         | 27.592                         | 27.463                         | 27.381                         |
| Pilisvörösvár     | 52.466                         | 52.832                         | 53.065                         | 53.347                         |
| Ráckeve           | 36.120                         | 35.971                         | 35.787                         | 35.765                         |
| Szentendre        | 77.720                         | 77.918                         | 78.476                         | 79.144                         |
| Szigetszentmiklós | 110.033                        | 110.751                        | 111.873                        | 113.614                        |
| Szob              | 24.487                         | 24.411                         | 24.407                         | 24.412                         |
| Vác               | 67.781                         | 67.436                         | 67.363                         | 67.238                         |
| Vecsés            | 47.126                         | 47.398                         | 47.681                         | 48.198                         |
| Komitat Pest      | 1.218.172                      | 1.220.748                      | 1.226.115                      | 1.234.541                      |

## Politik
Bei den Kommunalwahlen im Jahr 2019 und im Jahr 2024 waren die Ergebnisse im Komitat Pest wie folgt:
| Kommunalwahl | Fidesz-KDNP | MM      | DK      | Jobbik | MSZP   | MHM     |
| ------------ | ----------- | ------- | ------- | ------ | ------ | ------- |
| Stimmen 2019 | 51,60 %     | 19,62 % | 14,90 % | 9,25 % | 4,63 % |         |
| Stimmen 2024 | 45,64 %     | 20,82 % | 16,30 % |        |        | 17,25 % |

Sitzverteilung 2019
- Fidesz-KDNP: 24 Sitze
- MM: 9 Sitze
- DK: 7 Sitze
- Jobbik: 4 Sitze
- MSZP: 0 Sitze

Sitzverteilung 2024
- Fidesz-KDNP: 21 Sitze
- MM: 10 Sitze
- MHM: 8 Sitze
- DK: 7 Sitze

## Museen
Die staatliche Direktion der Museen des Komitats Pest ist Träger von 21 Komitatsmuseen. Komitatssitz ist Budapest.
| - Abony, Lajos Abonyi-Dorfmuseum (Falumúzeum) - Albertirsa, Dorfmuseum (Falumúzeum) - Aszód, Sándor-Petőfi-Museum* - Budakeszi, Mária Mezei-Museum - Cegléd, Kossuth-Museum* - Cegléd, Trommelmuseum - Ceglédbercel, Dorfmuseum (Falumúzeum) - Diósd, Radio- und Fernsehmuseum - Diósd, Dorfmuseum (Falumúzeum) - Dunavarsány, Dorfmuseum (Falumúzeum) - Érd, Dorfmuseum (Falumúzeum) - Érd, Ungarisches Geographisches Museum (Földrajzi Múzeum) - Gödöllő, Schlossmuseum - Gödöllő, Stadtmuseum (Városi Múzeum) - Gödöllő, Agrartechnisches Museum der Szent-István-Universität - Gödöllő, Zoltán-Ambrus-Gedenkmuseum (Emlékmúzeum) - Iklad, Dorfmuseum (Falumúzeum) - Isaszeg, Dorfmuseum (Falumúzeum) - Kismaros, Dorfmuseum (Falumúzeum) - Kóka, Dorfmuseum (Falumúzeum) - Leányfalu, Heimatmuseum (Helytörténeti Múzeum) - Nagykőrös, János-Arany-Museum* | - Nagykőrös, Schulmuseum des Komitats Pest - Nagytarcsa, Dorfmuseum (Falumúzeum) - Nyársapát, Dorfmuseum (Falumúzeum) - Örkény, Dorfmuseum (Falumúzeum) - Páty, Oldtimer- und Motorrad-Museum - Penc, Cserhát-Landschaftsmuseum - Péteri, Dorfmuseum (Falumúzeum) - Ráckeve, Árpád-Museum* - Sóskút, Dorfmuseum (Falumúzeum) - Sülysáp, Dorfmuseum (Falumúzeum) - Százhalombatta, Matrica-Museum - Szentendre, Károly-Ferenczy-Museum* - Szentendre, Imre Ámos u. Margit-Anna-Museum* - Szentendre, Jenő-Barcsay-Museum* - Szentendre, Béla-Czóbel-Museum* - Szentendre, Jenő-Kerényi-Gedenkmuseum* (Emlékmúzeum) - Szentendre, János-Kmetty-Museum* - Szentendre, Margit-Kovács-Museum* - Szentendre, Puppenmuseum* im Haus der Volkskünste - Szentendre, Städtische Galerie - Szentendre, Nationales Weinmuseum - Szentendre, Caprice-Diamantmuseum | - Szentendre, Römisches Lapidarium* (Castrum) - Szentendre, Skanzen* – Freilichtmuseum für Völkerkunde - Szentendre, Szabó-Marzipanmuseum - Szentendre, Lajos-Vajda-Gedenkmuseum* (Emlékmúzeum) - Szob, Börzsöny-Museum* - Tápiógyörgye, Dorfmuseum (Falumúzeum) - Tápiószele, Blaskovich-Museum* - Törökbálint, Dorfmuseum (Falumúzeum) - Tura, Dorfmuseum (Falumúzeum) - Újhartyán, Dorfmuseum (Falumúzeum) - Vác, Ignác-Tragor-Museum* - Vác, Dom-Schatzkammer und Kirchliche Sammlung* - Vác, Griechisch-orthodoxe Kirchensammlung* - Vác, Memento Mori* - Vácrátót, Dorfmuseum (Falumúzeum) - Verőce, Géza-Gorka-Gedenkmuseum (Emlékmúzeum) - Verseg, Dorfmuseum (Falumúzeum) - Visegrád, MNM König Matthias-Museum - Visegrád, Salomon-Turmmuseum (Zweigstelle des König Matthias-Museum) - Zebegény, Historisches Schifffahrtsmuseum - Zebegény, István-Szőnyi-Gedenkmuseum (Emlékmúzeum) - Zsámbék, Lampenmuseum - Zsámbok, Dorfmuseum (Falumúzeum) |

* Komitatsmuseum

## Bildergalerie

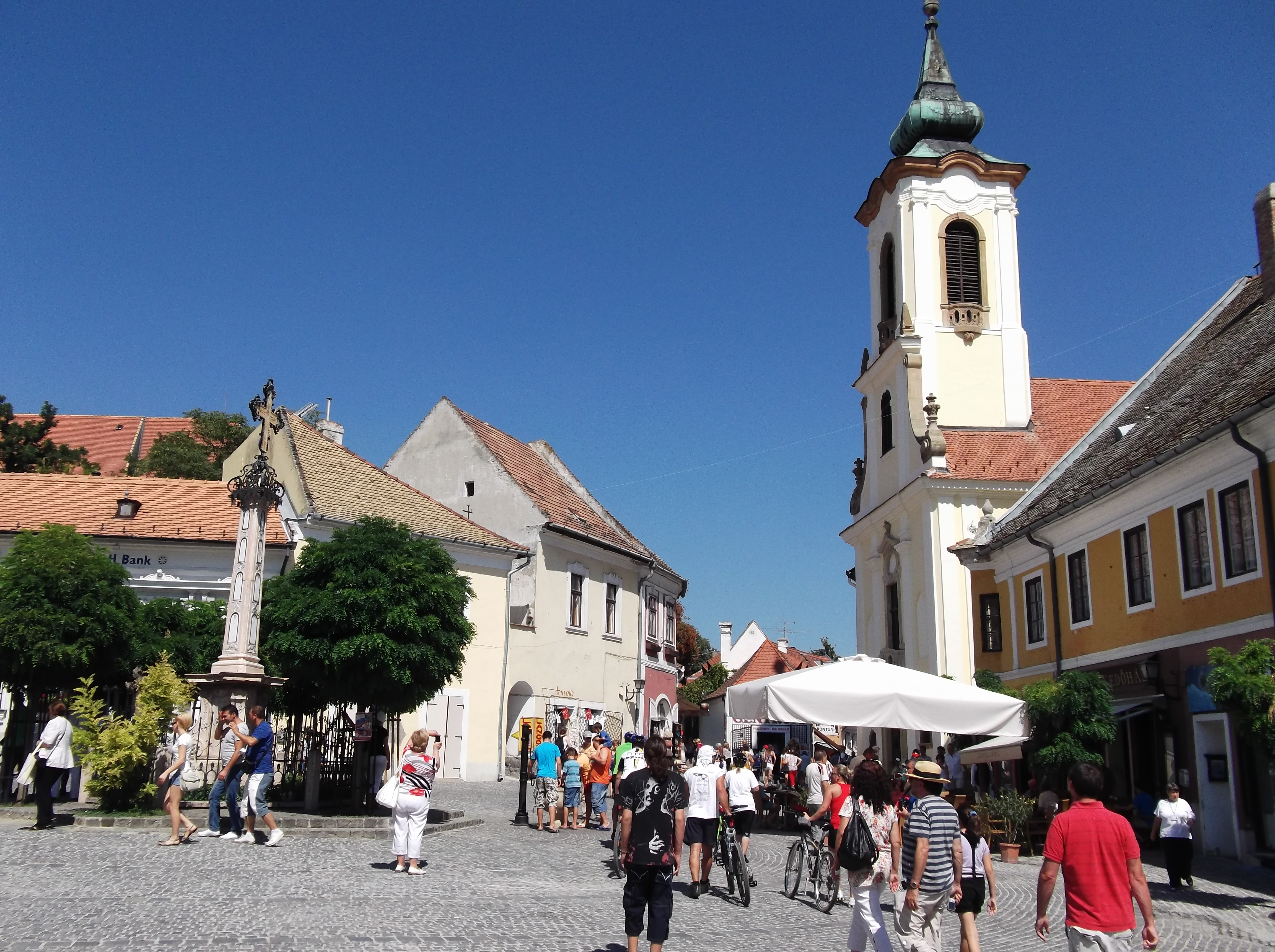
Szentendre
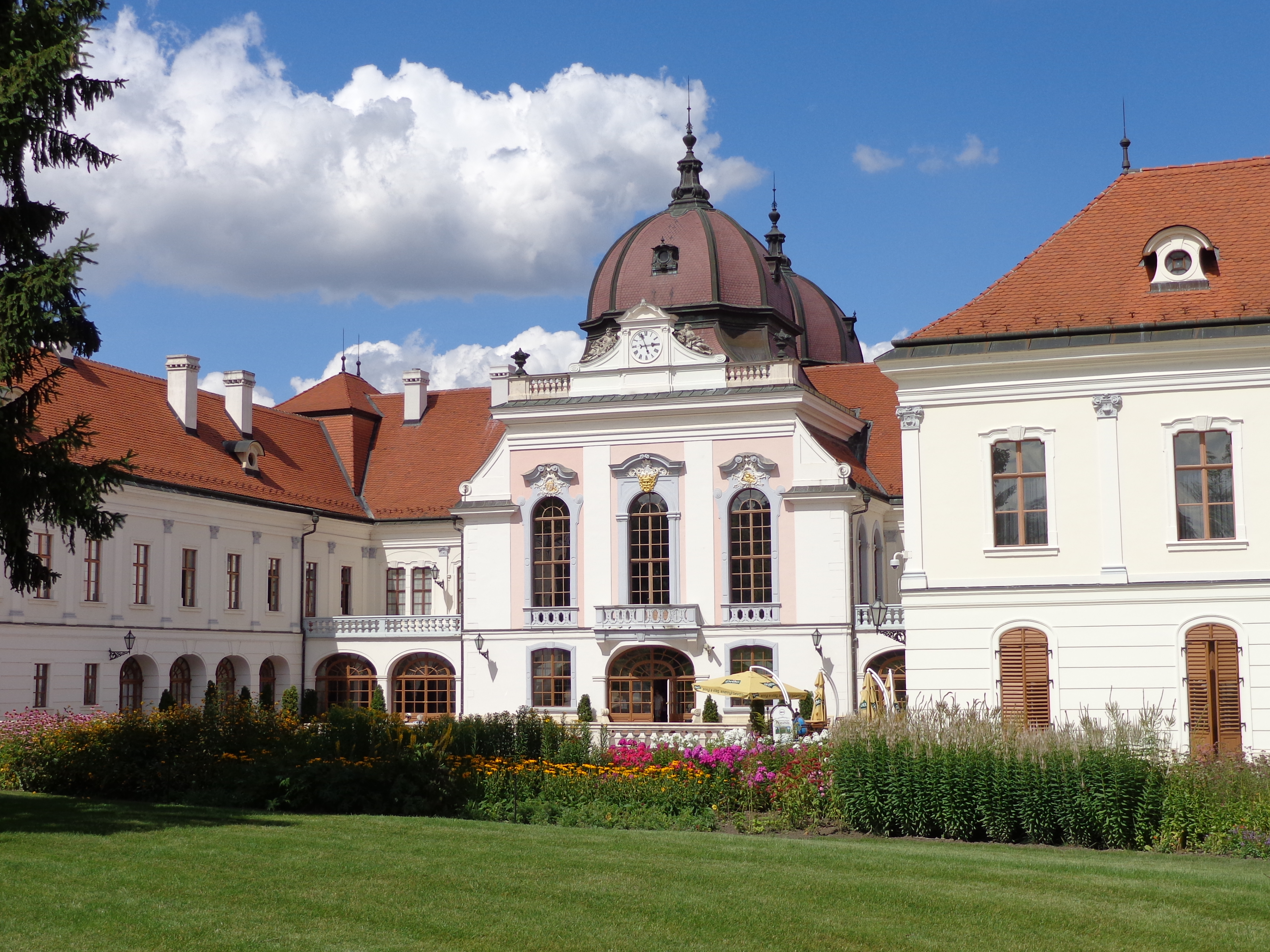
Schloss Gödöllő
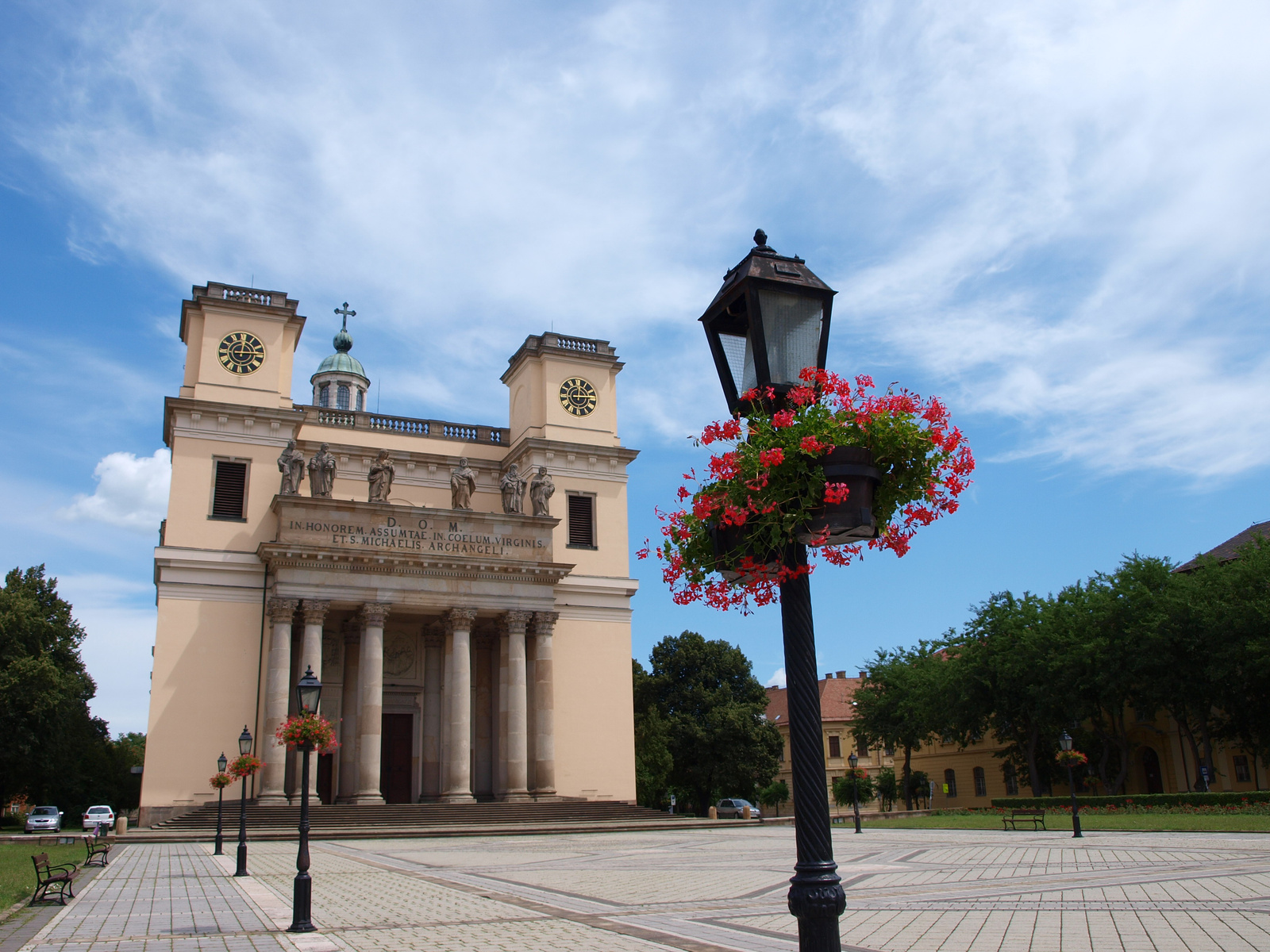
Kathedrale von Vác
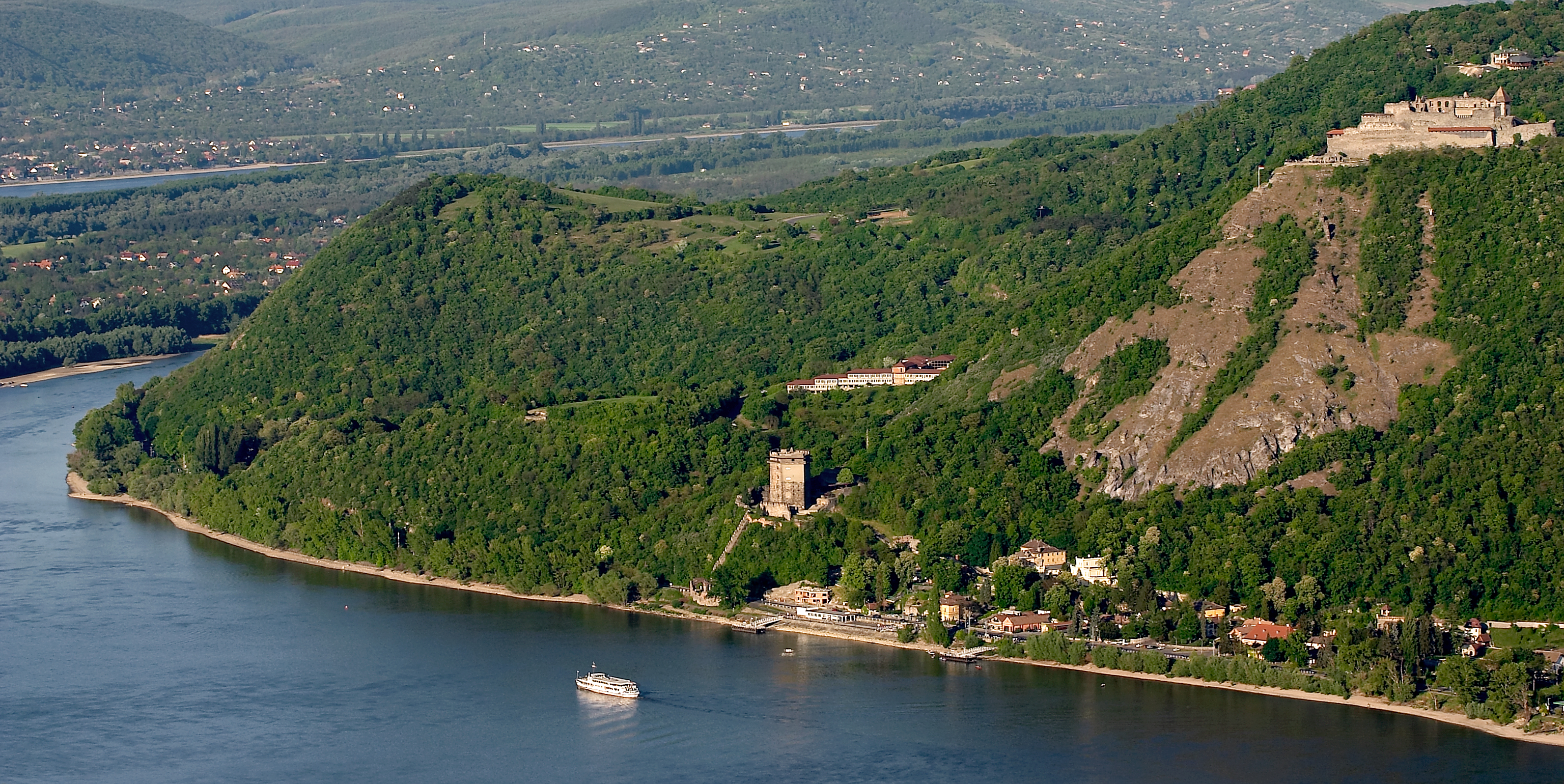
Donauknie bei Visegrád
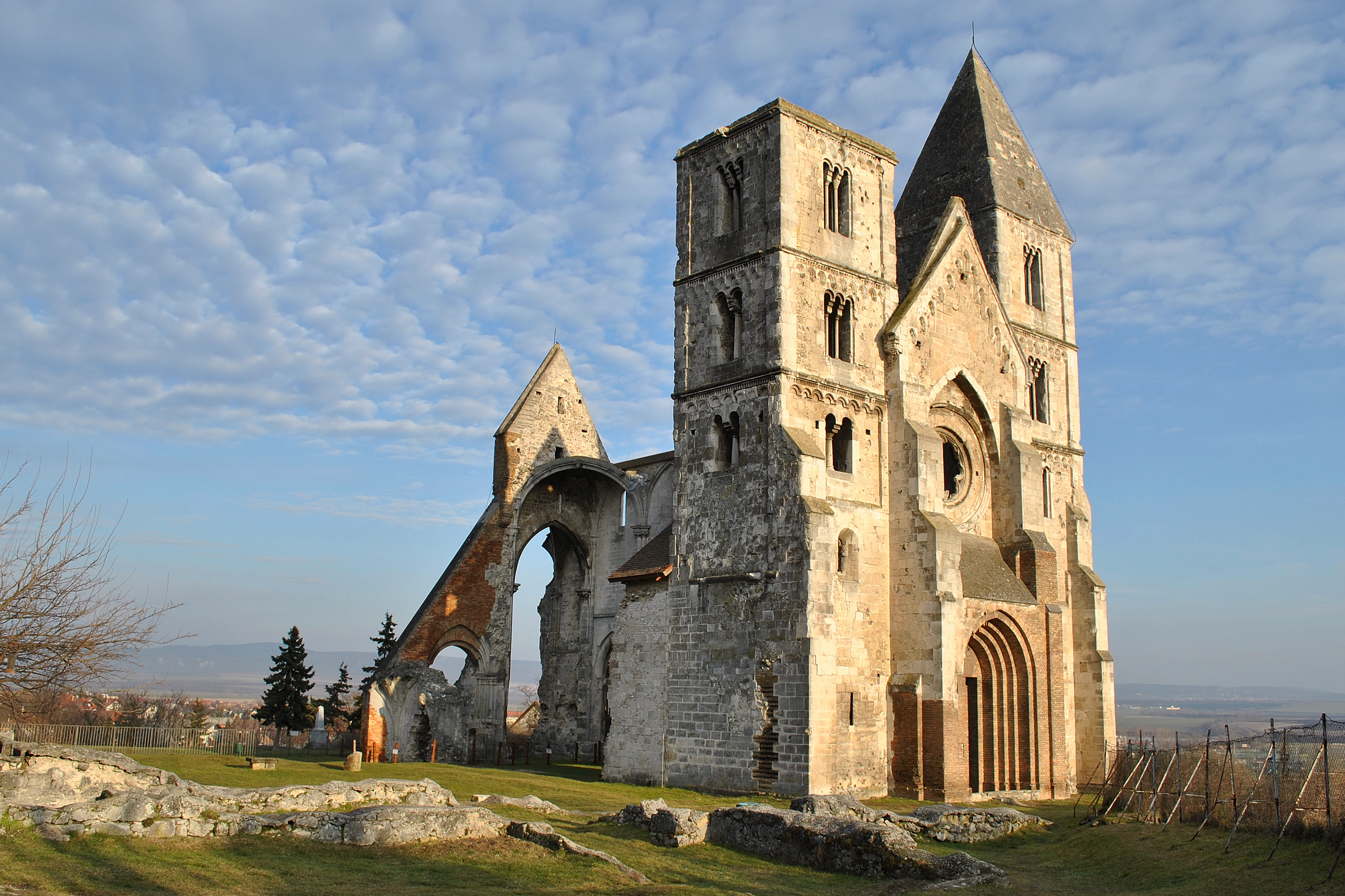
Klosterruine in Zsámbék